# Gilles Plançon
Pour les articles homonymes, voir Plançon.
Gilles Plançon est un nageur français né le 31 mars 1959 à Besançon.

## Biographie

### Carrière sportive
Gilles Plançon est membre de l'équipe de France pendant 10 années, de 1974 à 1983, et en est le capitaine certaines de ces années.
Il est finaliste aux Championnats d'Europe de natation 1977 à Jönköping ainsi qu'aux Championnats du monde de natation 1978 à Berlin et vainqueur du 1er Trophée International Aréna en 1978 sur 50 mètres nage libre. 
Il est le capitaine de l'équipe de natation de l'Université de Californie à Santa Barbara.
Il est sacré 5 fois champion de France sur 100 mètres papillon (hiver 1978, été 1978, été 1979, hiver 1983, été 1983) et 9 fois champion de France sur 200 mètres quatre nages (été 1975, hiver et été 1976, hiver et été 1977, hiver et été 1978, été 1979, été 1980).
Il est également champion et recordman de France sur 200 m 4 nages et champion de France sur 100 m papillon.

### Vie privée
Il se marie avec la nageuse Isabelle Lefèvre le 5 octobre 2013 à Caen.
Il est le beau-père du pentathlonien Alexandre Henrard et de la volleyeuse Roxane Henrard.